# Cinderella Rockefella
"Cinderella Rockefella" es una canción escrita por Mason Williams y Nancy Ames. Originalmente grabada y publicada por el dúo folk israelí Esther & Abi Ofarim en su álbum de 1967, 2 in 3, se convirtió en un éxito internacional en 1968.

## Versión original
Esther Ofarim y los Smothers Brothers interpretaron por primera vez "Cinderella Rockefella" en el programa de variedades de cadena de televisión estadounidense CBS The Smothers Brothers Comedy Hour en abril de 1967. Mason Williams, quien coescribió la canción, trabajaba también como compositor para el programa. Ofarim grabó la canción con su esposo Abi Ofarim ese año. La melodía de la canción imita el canto a la tirolesa, con un arreglo al estilo de los años 20 estructurado como un blues de doce compases.
El sencillo fue lanzado en Philips Records en febrero de 1968 en el Reino Unido. Esther y Abi Ofarim hicieron una aparición en el programa The Eamonn Andrews Show en emisora británica ITV para promocionarlo en el Reino Unido.  El sencillo alcanzó el puesto número 1 en la lista de sencillos británicos el 5 de marzo de 1968, donde permaneció durante tres semanas. También fue el número 1 en la lista NME durante cuatro semanas. Hasta 2020, Esther & Abi Ofarim siguen siendo los únicos artistas israelíes en lograr un sencillo número uno en el Reino Unido. El disco fue un éxito internacional, alcanzando el top 10 en varios países. Tuvo menos éxito en los EE. UU., alcanzando el puesto 68 en la lista Billboard Hot 100 en mayo de 1968.
La canción apareció en los álbumes 2 in 3 (1967) en Europa y Cinderella Rockefella (1968) en Estados Unidos.

## Posicionamiento en listas
| Lista (1968)                       | Puesto |
| ---------------------------------- | ------ |
| Australia (Top 40 nacional)        | 14     |
| Austria (Ö3 Austria Top 40)        | 3      |
| Bélgica (Ultratop)                 | 2      |
| Canadá (RPM 100)                   | 6      |
| Alemania (GfK Entertainment)       | 5      |
| Irlanda (IRMA)                     | 5      |
| Países Bajos (Nederlandse Top 40)  | 1      |
| Nueva Zelanda (Listener)           | 12     |
| Noruega (VG-lista)                 | 8      |
| España (El Gran Musical)           | 8      |
| Suiza (Schweizer Hitparade)        | 10     |
| Reino Unido (NME Top 30)           | 1      |
| Reino Unido (UK Singles Chart)     | 1      |
| Estados Unidos (Billboard Hot 100) | 68     |
| Estados Unidos (Cashbox Top 100)   | 67     |
| Estados Unidos (Top of the Pops)   | 92     |
| Venezuela                          | 7      |

## Versiones
- En 1968, el dúo australiano Anne & Johnny Hawker alcanzó el número 12 con su interpretación en la lista Go-Set National Top 40 de Australia.[15]
- En 1968, la banda italiana Quartetto Cetra creó una versión italiana de 45 RPM.[16]
- En 1968, el grupo vocal de pop español, Los Quando's, lanzó una versión en español titulada "Mi Cenicienta" en un EP sencillo, con letra de Julio Guiu Sr.
- A principios de la década de 1970, The Carpenters incluyeron la canción como parte de sus espectáculos en vivo.
- En la película israelí de 2004 Caminar sobre las aguas, Knut Berger y Caroline Peters interpretan una versión de karaoke de la canción.